# قازانچای
قازانچای یکی از روستاهای استان آذربایجان شرقی است که در  بخش مرکزی شهرستان بستان‌آباد واقع شده‌است.این روستا ۴۱۴ نفر جمعیت دارد.

## چشمه ها
این روستا دارای چشمه‌های متعدد طبیعی می‌باشد و از جمله آن‌ها می‌توان به قوتور سویو (نام محلی چشمه) اشاره کرد.

## جمعیت
این روستا در دهستان اوجان غربی قرار دارد و براساس سرشماری مرکز آمار ایران در سال ۱۳۸۵، جمعیت آن ۴۱۴ نفر (۸۳ خانوار) بوده‌است.